# Rhaphuma circumscripta
Rhaphuma circumscripta là một loài bọ cánh cứng trong họ Cerambycidae.